# Karol-Ann Canuel

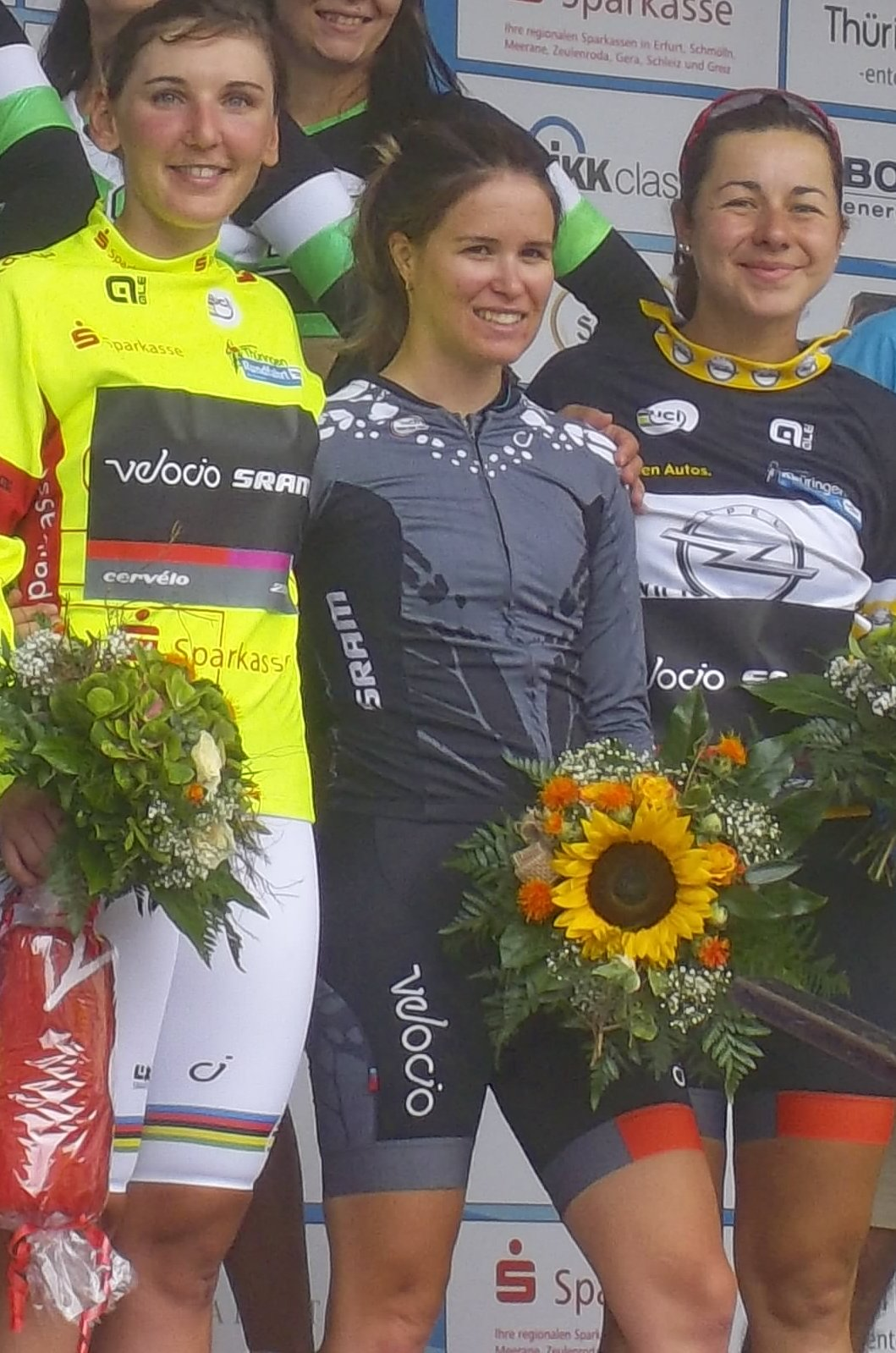
Karol-Ann Canuel, no centro, como ganhadora da 7.ª etapa do Tour de Thüringe Feminino 2015

Karol-Ann Canuel (Quebec, 18 de abril de 1988) é uma ciclista profissional canadiana. Estreiou como profissional em 2010 apesar de não destacar especialmente em sua etapa amador -apenas em campeonatos nacionais de categorias inferiores e no Mundial em Estrada juvenil de 2006 onde foi 5.ª-.
Como profissional tem destacado levemente vencendo em alguma prova amador de categoria absoluta e obtendo vários top-5 em carreiras por etapas francesas e no Tour de Thüringe de 2015; além de três vitórias parciais e um Campeonato do Canadá Contrarrelógio.
Por outra parte participou em 2 dos 4 títulos consecutivos que obteve a Specialized/Velocio na contrarrelógio mundial por equipas. Pouco depois desse segundo título alinhou pro a Boels Dolmans, uma das melhores equipas ciclistas femininos.

## Palmarés
- 2013
  - 1 etapa do Tour Cycliste Féminin International de l'Ardèche

- 2015
  - 1 etapa da Gracia-Orlová
- Campeonato do Canadá Contrarrelógio  
  - 1 etapa do Volta a Turíngia

- 2017
  - Campeonato do Canadá Contrarrelógio

- 2018
  - 2.ª no Campeonato do Canadá Contrarrelógio

- 2019
  - 2.ª no Campeonato do Canadá Contrarrelógio 
  - Campeonato do Canadá em Estrada

## Resultados em Grandes Voltas e Campeonatos do Mundo
Durante a sua carreira desportiva tem conseguido os seguintes postos nas Grandes Voltas femininas e nos Campeonatos do Mundo em estrada:
| Carreira               | 2010 | 2011 | 2012 | 2013 | 2014 | 2015 | 2016 | 2017 | 2018 | 2019 |
| ---------------------- | ---- | ---- | ---- | ---- | ---- | ---- | ---- | ---- | ---- | ---- |
| Giro d'Italia          | -    | -    | -    | -    | -    | 11.ª | 15.ª | 8.ª  | 32.ª | 41.ª |
| Tour de l'Aude         | -    | X    | X    | X    | X    | X    | X    | X    | X    | X    |
| Grande Boucle          | X    | X    | X    | X    | X    | X    | X    | X    | X    | X    |
| Mundial em Estrada     | Ab.  | -    | 30.ª | 33.ª | Ab.  | 13.ª | 71.ª | 33.ª | 6.ª  | 46.ª |
| Mundial Contrarrelógio | -    | -    | -    | -    | 7.ª  | 15.ª | 19.ª | 21.ª | 8.ª  | 12.ª |

-: não participa

Ab.: abandono

X: edições não celebradas

## Equipas
- Vienne Futuroscope (2010-2013)
- Specialized/Velocio (2014-2015)
  - Specialized-Lululemon (2014)
  - Velocio-SRAM (2015)
- Boels-Dolmans Cycling Team (2016-2020)